# Microhierax melanoleucos
Il falchetto bianconero (Microhierax melanoleucos (Blyth, 1843)) è un uccello rapace della famiglia dei Falconidi.

## Descrizione
È un rapace di piccola taglia, lungo 15–19 cm e con un'apertura alare di 33–37 cm.